# Air Bremen
Air Bremen war eine deutsche Fluggesellschaft mit Sitz in Bremen.

## Geschichte
Die Airline wurde am 6. November 1988 durch den Luftverkehrskaufmann Augustinus J. A. Boots gegründet – ebenfalls beteiligt war unter anderem noch die Hanseatische Industrie-Beteiligungen GmbH (HIBEG) des Landes Bremen mit 42 % der Anteile sowie zwei Schifffahrtslinien und eine Versicherung. 
Am 28. März 1989 nahm man mit zwei geleasten Saab 340 den Flugbetrieb auf; doch das Ziel, die Beförderung der für dieses Jahr anvisierten 59.000 Passagiere, wurde verfehlt. Stattdessen konnte man nur 34.000 Passagiere befördern und deswegen keine schwarzen Zahlen schreiben. Trotzdem expandierte Air Bremen im März 1990 durch das Leasing einer weiteren Saab 340. 
Wegen einer schwelenden Finanzkrise im Sommer 1990 drohte eine Unterkapitalisierung. Das Land Bremen leistete daraufhin Finanzhilfe von mehreren Millionen DM. In der Folge mussten zudem Gespräche über eine Kooperation mit der Lufthansa und der KLM erfolglos abgebrochen werden. Es wurden keine anderen ausreichend finanzkräftigen Partner gefunden. Deshalb fällten die Eigentümer die Entscheidung, das Unternehmen zu liquidieren. Der Flugbetrieb wurde am 22. August 1990 eingestellt.

## Flugziele
Von ihrer Basis in Bremen aus bediente die Airline die Ziele Brüssel, Paris, Wien, London und Kopenhagen.

## Flotte
Mit Stand August 1990 bestand die Flotte der Air Bremen aus drei Saab 340.